# Hironobu Haga
Hironobu Haga (jap. 芳賀 博信 Haga Hironobu; ur. 21 grudnia 1982) – japoński piłkarz występujący na pozycji pomocnika.

## Kariera klubowa
Od 2004 do 2012 roku występował w klubach JEF United Chiba i Consadole Sapporo.